# L'Orient (Vaud)
L'Orient es una fracción creada en 1904 de la comuna de Le Chenit, surgida de la división de esta última. La localidad está ubicada en el distrito del Jura norte, en el cantón de Vaud (Suiza).

## Geografía
L'Orient es un pequeño pueblo cuyas cayes están alineadas con las vías de comunicaciones que lo cruzan, situado en la margen derecha del río Orbe.

## Historia
Tradicionalmente, los habitantes de la zona estaban dedicados a la agricultura y a la ganadería, pero a partir de 1640 la relojería cambió radicalmente la vida de la población, especialmente durante la creación de una serie de fábricas (Nouvelle Lémania en 1884 y Valdar en 1914).
Desde comienzos del siglo XIX, el consejo administrativo de la fracción (formado por cinco miembros dependientes de la prefectura), recauda impuestos, gestiona los bienes inmuebles, el alumbrado público y el urbanismo.

## Zona de esquí
El dominio esquiable de L'Orient forma parte de la agrupación de cuatro estaciones de esquí del Valle de Joux. Dispone de una pista iluminada para esquiar de noche.

## Literatura
- El poeta y boxeador Arthur Cravan paso temporadas en L'Orient durante su infancia, y mencionó el pueblo en un borrador de su autobiografía.[4]